# Natatolana thurar
Natatolana thurar är en kräftdjursart som beskrevs av Bruce 1986. Natatolana thurar ingår i släktet Natatolana och familjen Cirolanidae. Inga underarter finns listade i Catalogue of Life.